# Ais (Volk)

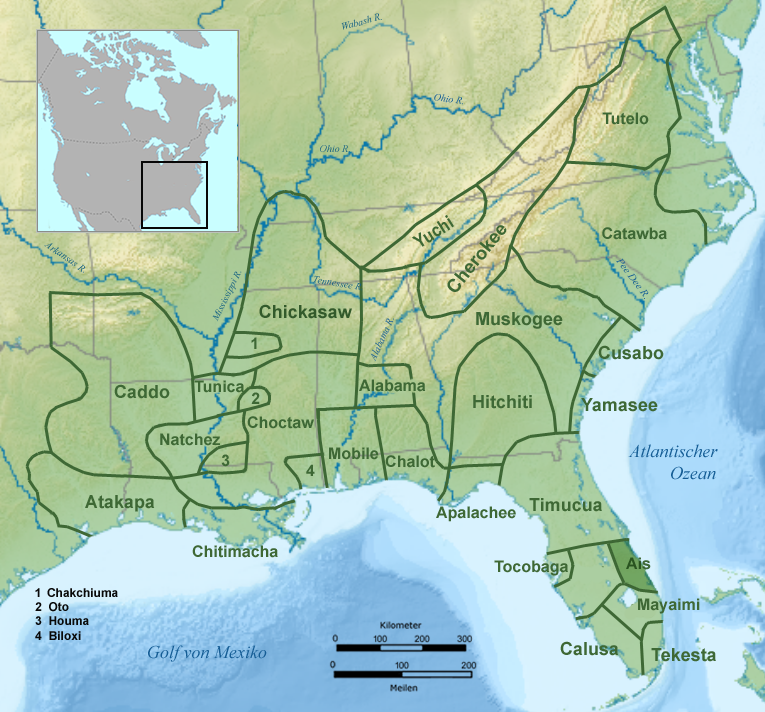
Stammesgebiet der Ais im 16. Jahrhundert

Die Ais, auch Ays, waren ein Indianerstamm Nordamerikas, der zur Zeit des europäischen Kontakts ein Gebiet an der zentralen Atlantikküste Floridas bewohnte. Wie die übrigen Ureinwohner Floridas litten auch die Ais besonders unter den eingeschleppten europäischen Krankheiten und gelten seit etwa 1760 als ausgestorben.

## Wohngebiet
Die Ais bewohnten die Atlantikküste im Osten Floridas vom heutigen Cape Caneveral im Norden bis zum St. Lucie Inlet im Süden und dem St. Johns River im Westen. Das Stammesgebiet umfasste das heutige Brevard, Indian River, St. Lucie und nördliche Martin County. Sie lebten in kleinen nomadischen Bands in Dörfern am Ufer des Indian Rivers und einer großen Lagune, die von den Spaniern Rio Ais genannt wurde und heute ebenfalls Indian River heißt. Das Küstengebiet war der bevorzugte Ort für die Winterlager, während zu Beginn des Sommers höher gelegene Gebiete im Binnenland aufgesucht wurden, um der andauernden Mücken- oder Moskitoplage zu entgehen. Der Name Ais stammt von einem ihrer bedeutendsten Kaziken. Der Stamm setzte sich aus einer Anzahl kleiner Dörfer zusammen, von denen jedes von einem eigenen Häuptling oder Kaziken geführt wurde. Sie lebten in einfachen Hütten, deren Seiten und Dächer aus hölzernen Pfosten und Fachwerk bestanden und komplett mit Palmettozweigen bedeckt wurden. Das größte Haus in jedem Dorf gehörte dem Häuptling und lag gewöhnlich im Zentrum. Im Haus gab es einen Ehrenplatz für den Häuptling und weitere Sitze für den Stellvertreter und seine Berater. Von hier aus erließ der Häuptling die Gesetze für das Dorf, regierte und fungierte als Richter über sein Volk.

## Sprache und Lebensweise
Über die Sprache der Ais ist wenig bekannt. Sie wurde von einigen Wissenschaftlern der Muskogee-Sprache zugeordnet, während andere vermuten, dass sie mit dem Idiom der Arawak verwandt ist.
Einige Beobachtungen über Aussehen, Lebensunterhalt und Gebräuche der Ais stammen vom Engländer Jonathan Dickinson, der als Schiffbrüchiger mit den Überlebenden seiner Mannschaft 1696 einige Zeit beim Stamm lebte. Die Ais waren im Verhältnis zu anderen zeitgenössischen indigenen Bewohnern Floridas von relativ kleinem Wuchs. Trotzdem galten sie als aggressiv und kriegerisch, waren hervorragende Jäger und konnten geschickt mit Pfeil und Bogen, sowie mit anderen Waffen umgehen.
Die Ais betrieben keinen Ackerbau, sondern fischten mit Speeren und Angelhaken, die sie aus Zehenknochen von Tieren herstellten. Sie jagten Hirsche und anderes Wild mit Pfeil und Bogen und sammelten Früchte und essbare Wurzeln von heimischen Pflanzen. Ihre Hauptnahrung bestand aus Fisch, den sie im Indian River fingen, der von ihnen Aysta-chatta-hatch-ee (Fluss der Ais) genannt wurde und bei den Spaniern Rio d’Ays hieß. Die Männer trugen Lendenschurze aus geflochtenen Palmblättern oder Tierfellen, während Frauen vermutlich, ähnlich wie die benachbarten Frauen der Tequesta, Röcke aus Spanisch Moos oder Pflanzenfasern trugen, die von einem Gürtel herabhingen. Diese Informationen stammen aus Verzierungen und Zeichnungen auf Steinen, Knochen und Muscheln, die bei archäologischen Ausgrabungen gefunden wurden.
Laut Dickinson hieß ihre Stadt Jece und lag in der Nähe der heutigen Stadt Sebastian. Sie war der Hauptort der Ais und allen übrigen Städten und Dörfern an der Küste zwischen dem Jupiter Inlet im Süden bis Cape Canaveral im Norden übergeordnet. Jece befand sich etwa 800 Meter vom Wasser der Lagune entfernt auf dem Festland, umgeben von einem Sumpfgebiet, dessen Mangrovenwald die Sicht zum Meer verdeckte. Das Haus des Kaziken war 40 Fuß (12,20 m) lang und 25 Fuß (7,60 m) breit und mit Palmettozweigen auf dem Dach, sowie an den Seiten bedeckt.

## Geschichte
Um die Mitte des 16. Jahrhunderts hatten die Ais den ersten Kontakt mit Europäern. 1565 errichtete der spanische Admiral und spätere Gouverneur von Florida Pedro Menéndez de Avilés eine Mission und ein Fort nahe einer Stadt der Ais, die von den Spaniern Santa Lucia genannt wurde. Nach einem Überfall durch Krieger der Ais, bei dem 23 spanische Soldaten und eine unbekannte Zahl an Indianern getötet wurden, gaben die Spanier Fort und Mission wieder auf. Schließlich konnten die Spanier das Vertrauen der Ais gewinnen und wurden von diesen sogar als Freunde angesehen, während sie die übrigen Europäer als Feinde betrachteten. Ein Angehöriger der Ais wurde von den Briten aus Jece entführt, um als Taucher ein Schiffswrack östlich von Kuba zu untersuchen. Er konnte entfliehen und kam schließlich über Havanna und St. Augustine nach Jece zurück.
Der spanische Gouverneur Pedro de Ibarra von Florida schätzte 1597 den Stamm der Ais als den volkreichsten der Region ein. Im Jahr 1605 schickte dieser den Soldaten Alvaro Mexia auf eine diplomatische Mission zu den Ais. Die Reise war erfolgreich, denn er konnte den Stamm dazu gewinnen, schiffbrüchige Seeleute gegen Lösegeld zu retten. Die Region war bei den Seefahrern wegen der häufigen Wirbelstürme gefürchtet. Später wurden bei archäologischen Ausgrabungen in den ehemaligen Siedlungen der Ais zahlreiche Artefakt europäischen Ursprungs gefunden. Als Dickinsons Gruppe Jece erreichte, trafen sie dort auf weitere britische Havaristen. An der Küste Floridas waren zu jener Zeit europäische und afrikanische Schiffbrüchige häufig gestrandet.
Nur kurz nach Dickinsons Aufenthalt erfolgte vermutlich der Untergang der Ais. Um 1710 überfielen Siedler aus der britischen Provinz Carolina und deren indianische Verbündete die Dörfer der Ais. Viele von ihnen wurden getötet oder nach Charleston gebracht, um als Sklaven verkauft zu werden. 1743 errichteten die Spanier eine weitere Mission an der Biscayne Bay nahe dem heutigen Miami. Die dortigen Priester bestätigten die Anwesenheit einiger Indianer, die sie Santa Luces nannten. Es ist zu vermuten, dass es sich um Angehörige der Ais aus Santa Lucia handelte, das nördlich der Biscayne Bay lag. Danach hat man nichts mehr von den Ais gehört und sie gelten seit etwa 1760 als ausgestorben.